# Tinodontidae
Tinodontidae — це вимерла родина активно рухливих ссавців, ендемічних для території, яка нині була б Північною Америкою, Азією, Європою та Африкою протягом юрського та крейдяного періодів.

## Таксономія
Tinodontidae назвав Марш (1887). Марш (1887) відніс його до Mammalia; і Symmetrodonta МакКенна і Белл (1997). Зовсім недавно вони були виявлені як більш базальні до симетродонтів, хоча все ще входять до коронної групи ссавців.